# Phaeoptila sordida
El colibrí prieto, colibrí oscuro o colibrí opaco (Phaeoptila sordida) es una especie de ave apodiforme de la familia Trochilidae —los colibríes— la única perteneciente al género monotípico Phaeoptila, anteriormente situada en el género Cynanthus. Es endémica de México.

## Distribución y hábitat
Se distribuye por el interior del suroeste de México, desde el este de Michoacán y Morelos hacia el sur hasta Oaxaca.
Esta especie es considerada común en sus hábitats naturales: los matorrales áridos y zonas semiabiertas y abiertas con árboles dispersos, en altitudes entre 900 y 2200 m.

## Sistemática

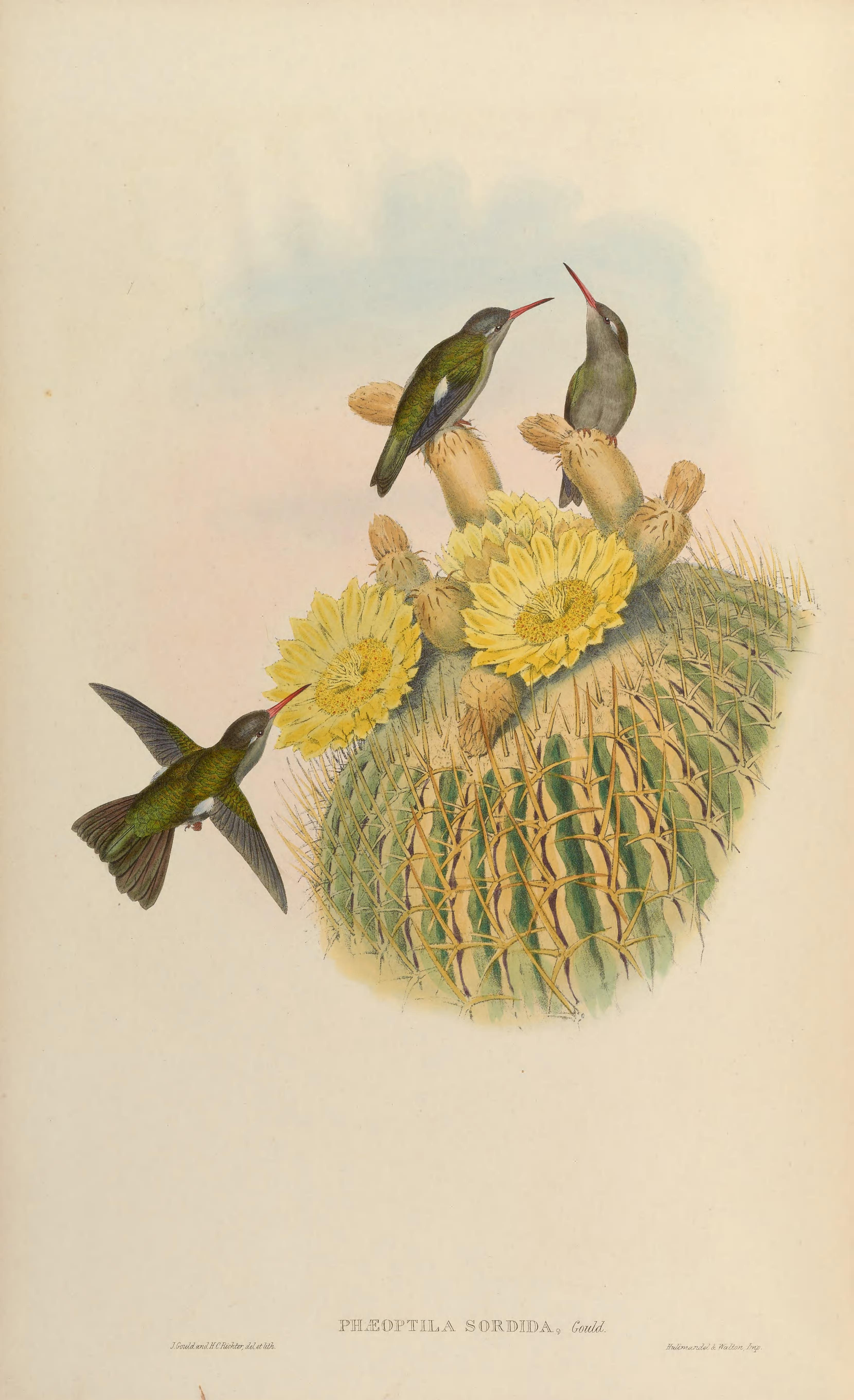
Phaeoptila sordida, ilustración de Gould y Richter en A monograph of the Trochilidae, or family of humming-birds 5, 1861.

### Descripción original
La especie P. sordida fue descrita por primera vez por el ornitólogo británico John Gould en 1859 bajo el nombre científico Cyanomyia sordida; su localidad tipo es: «Oaxaca, México».
El género Phaeoptila fue propuesto por el mismo John Gould en 1861 con Cyanomyia sordida como la especie tipo originalmente designada.

### Etimología
El nombre genérico femenino «Phaeoptila» se compone de las palabras del griego «phaios» que significa ‘oscuro, marrón’, y «ptilon» que significa ‘pluma’; y el nombre de la especie «sordida», proviene del latín «sordidus» que significa ‘sucio’, ‘gastado’.

### Taxonomía
Por mucho tiempo estuvo incluida en el género Cynanthus, hasta que estudios genético-moleculares publicados en 2014 y en 2017 demostraron que la especie no pertenecía a ese género por lo que se propuso su transferencia a un género resucitado Phaeoptila. Es monotípica.